# その日の雰囲気
『その日の雰囲気』 (原題 : 그날의 분위기) は2016年に公開された韓国の映画。主演はムン・チェウォン、ユ・ヨンソク。 

## あらすじ
キム・ジェヒュン (ユ・ヨンソク)はスポーツのマネージャーで、元バスケットボール選手の実力者。そんな彼の唯一の願いは将来有望な新人であるカン・チョルをアメリカに送り出すこと。その願いを叶えるべく、釜山に向かいカン・チョルを説得する必要があった。そして一方、広告代理店で勤務するペ・スジョン (ムン・チェウォン)も釜山に出張することになり、二人は新幹線の中で出会い、慣れない釜山で一日を過ごすことになる。

## キャスト

### 主演
- ペ・スジョン (演 - ムン・チェウォン)
- キム・ジェヒュン (演 - ユ・ヨンソク)

### その他出演
- チョ・ジェユン
- キム・スルギ
- パク・ミヌ
- イ・ヨンドゥ
- カン・スジン
- イ・ジョンウン